# Mocha
Mocha es una localidad que se ubica a aproximadamente 70 km al noreste de Huara, en la Región de Tarapacá, Chile. Está situado en la Comuna de Huara.
Es un poblado de cultivos dependiente de la Quebrada de Tarapacá. Posee una capilla que es Monumento Nacional que data del siglo XVII, de estilo barroco, portada en piedra canteada, enmarcado por columnas rematadas en pináculos y un marco esculpido en piedra.

## Fiestas religiosas
Durante la mayor parte del año la población del pueblo la componen, principalmente, personas dedicadas a actividades agrícolas con domicilio en el mismo pueblo. 
Sin embargo, existen fechas en el año, en que el pueblo recibe la visita de antiguos habitantes y/o sus descendientes, que asisten a las distintas festividades y celebraciones dedicadas a distintas imágenes religiosas como son la del Santo Patrón, o la Fiesta de las Cruces en los cerros cercanos al pueblo.
Los visitantes provienen, principalmente de los grandes centros urbanos de la zona, como son: Arica, Iquique, Alto Hospicio y Antofagasta.
Las festividades incluyen distintos tipos de manifestaciones religiosas, costumbres y tradiciones del pueblo. Entre estas se destacan las del 11 de febrero, Fiesta de la Virgen de Lourdes; 3 de mayo, Fiesta de las Cruces; 13 de junio, Fiesta de San Antonio y la Virgen de la Candelaria; 1 y 2 de noviembre, Conmemoración de las Almas (Día de Todos los Santos).

## Imágenes Religiosas

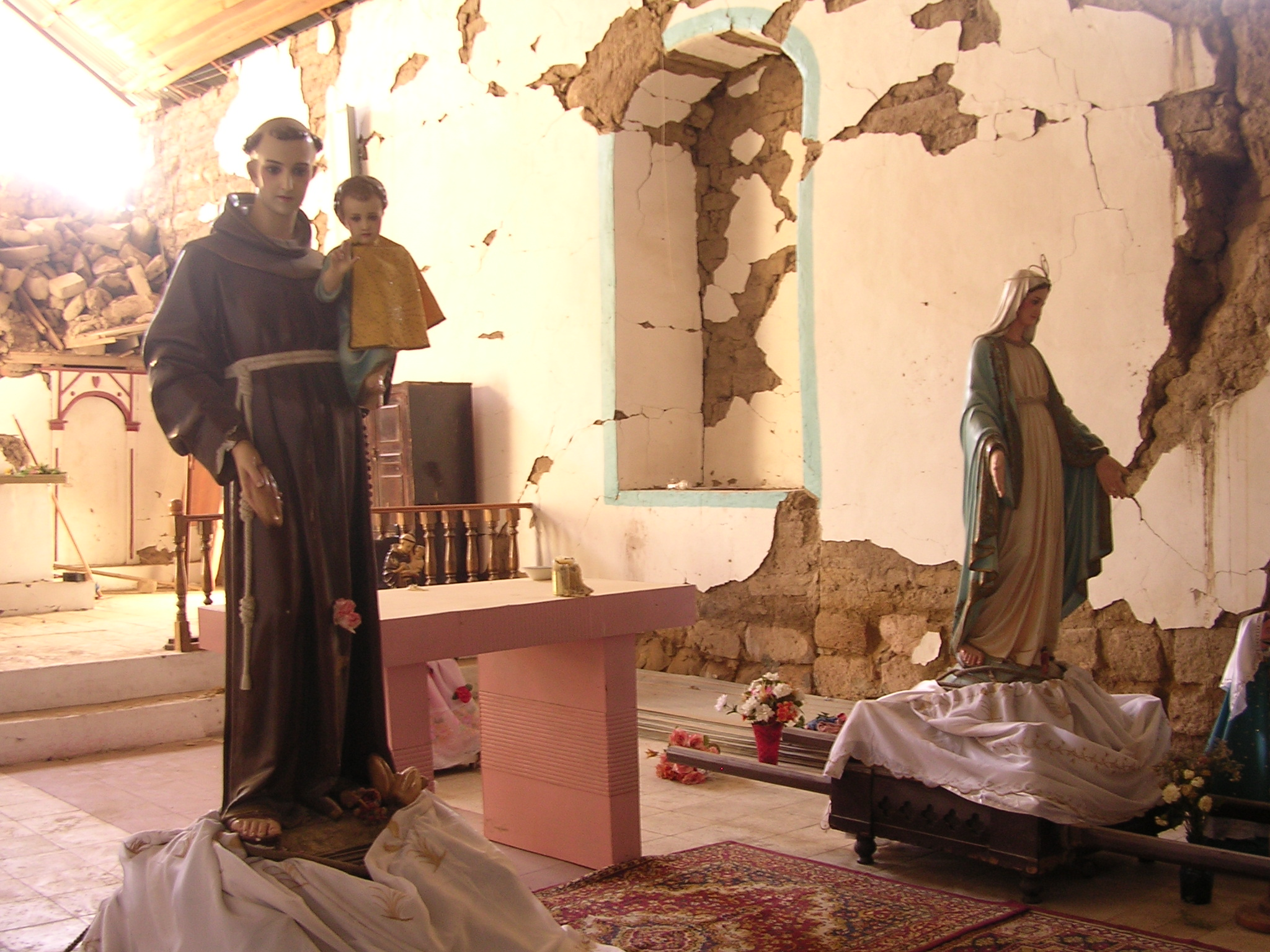
Patronos del pueblo de Mocha, San Antonio, y la Virgen de Lourdes.

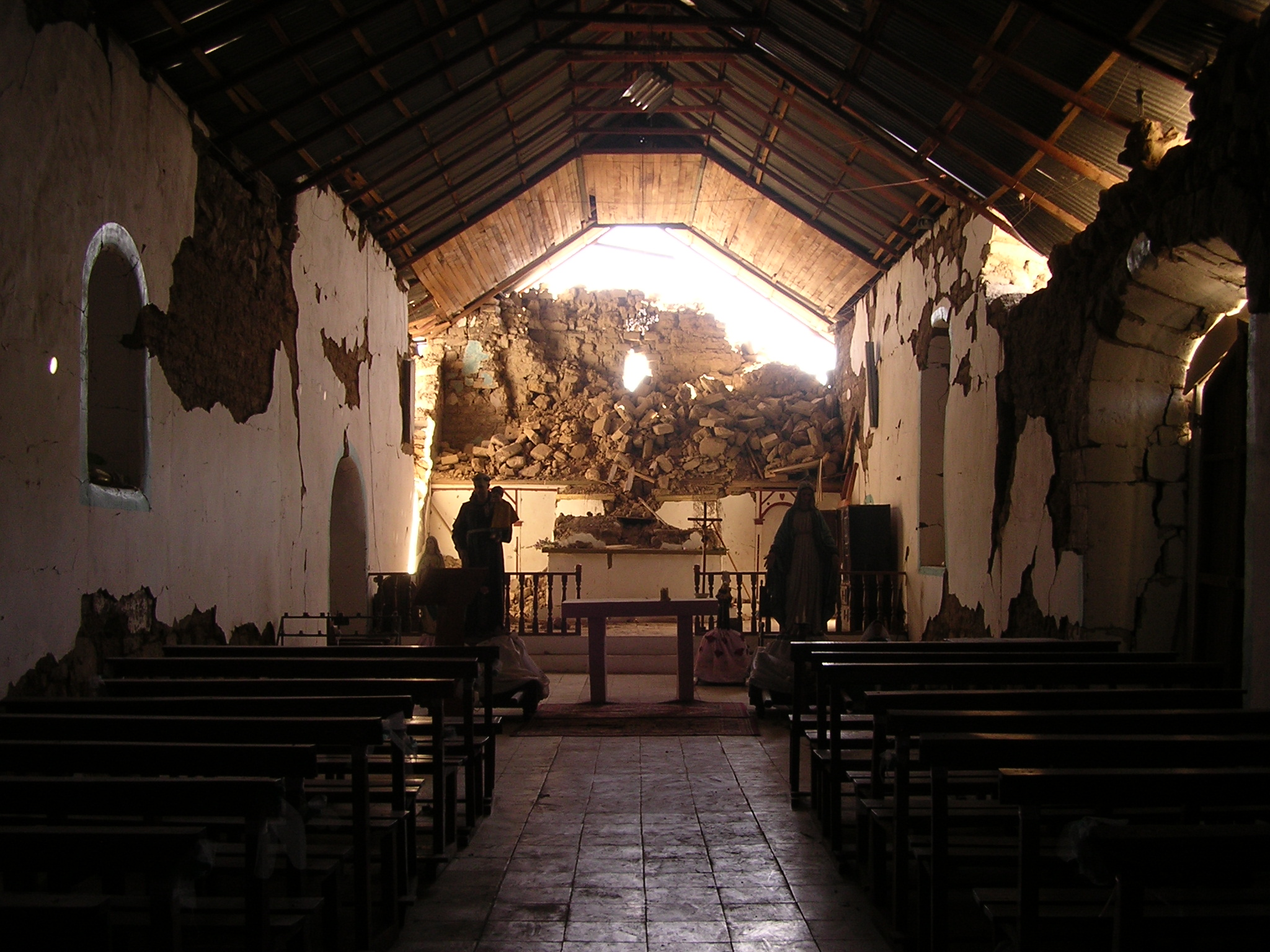
Vista hacia el Altar del templo.

Los Patronos del pueblo de Mocha son: San Antonio de Padua y la Virgen de Lourdes, de los cuales se veneran distintas imágenes. 
Una de las imágenes de la Virgen de Lourdes se ubica en una gruta construida en el Cerro Matacollo; tal imagen fue obsequiada el año 1972, por el entonces General del Aire de la Fuerza Aérea de Chile, Eduardo Jensen Franklin; en agradecimiento por la ayuda prestada en una misión de carácter científico en unas ruinas ubicadas en los alrededores del pueblo, por el camino que va hacia Yuya.

## Costumbres
El plato típico de la mayoría de estos pueblos pre-cordilleranos es la Calapurca, hecho a base de maíz, un producto característico de los incas; la cual aún se sirve, invitando a todos los que asisten a cada una de las distintas celebraciones del pueblo.
La danza típica es el Cachimbo de Tarapacá, que se baila al son de la banda del pueblo, que en la actualidad, los lugareños alternan en las fiestas con cueca nortina, trote tarapaqueño y cacharpaya, en la despedida.
La Casarata, que es un baile, con música, canto y versos típicamente autóctonos en los pueblos de la precordillera de la primera región; que, antiguamente, se efectuaba en los casamientos o enlaces matrimoniales. Hoy, casi desaparecido, se realiza esporádicamente, cada vez que alguien recuerda la tradición.
Los Bautizos Ficticios: en el mes de noviembre de cada año, se acostumbraba a celebrar actos de bautismo, que no pasaban de ser sino actos destinados a divertir y manifestar un buen humor entre familiares y vecinos. Había presencia de padrinos, cura, padres e invitados y la ceremonia se oficiaba lo más ceñido a la realidad. El bautizado, era un bebé hecho de masa dulce o de pan amasado corriente, cuya cabeza debería recibir en pago a sus servicios el que simulaba ser cura, pero cuya posesión debería disputarla en una traviesa lucha con los padrinos. Había música, baile y junto al chocolate que se servía, se repartía, también en buenas tajadas al recién bautizado..
Otra fiesta que antiguamente se celebraba a fines de febrero o comienzos de marzo era el Carnaval; en este participaban hombres, mujeres y niños, arrojándose unos a otros harina, papel picado y serpentinas, se cantaban canciones y se bailaba, con el acompañamiento de una banda.